# China-Southwest-Airlines-Flug 4146
Der China-Southwest-Airlines-Flug 4146 (Flugnummer: SZ4146) war ein planmäßiger Inlandsflug von Peking nach Chongqing. Am 18. Januar 1988 wurde dieser Flug mit einer Iljuschin Il-18D durchgeführt. Dabei kam es zu einem schweren Zwischenfall, als während des Fluges ein Triebwerk in Brand geriet und abriss und ein weiteres ausfiel. Das Flugzeug stürzte unkontrolliert ab, dabei kamen alle 108 Personen an Bord ums Leben.

## Flugzeug
Bei dem Flugzeug handelte es sich um eine Iljuschin Il-18D aus sowjetischer Produktion. Die Maschine trug die Werksnummer 187009901 und wurde im Jahr 1967 erstmals an die CAAC ausgeliefert, wo sie das Luftfahrzeugkennzeichen 222 erhielt, welches 1974 in B-222 geändert wurde. Das viermotorige Langstrecken-Schmalrumpfflugzeug war mit vier Turboprop-Triebwerken des Typs Iwtschenko AI-20M mit Vierblattpropellern ausgestattet.

## Passagiere und Besatzung
Es befand sich eine zehnköpfige Besatzung an Bord. Für den Flug von Peking nach Chongqing hatten 98 Passagiere in der Maschine Platz genommen. Von den Insassen der Maschine waren 104 Personen Staatsbürger der Volksrepublik China, außerdem befanden sich drei japanische und ein britischer Passagier an Bord.

## Flugverlauf und Unfallhergang
Die Il-18 hob um 19:05 Uhr in Peking ab mit geplanter Ankunft um 21:58 Uhr. Als sich die Maschine Chongqing näherte, geriet Triebwerk Nr. 4 in Brand. Nach kurzer Zeit brannte das Feuer den Triebwerkspylon ab, sodass das Triebwerk schließlich von der Tragfläche abriss und zu Boden stürzte. Danach fiel es der Besatzung schwer, das Flugzeug unter Kontrolle zu halten, bis sie nicht mehr die Höhe halten konnten. Beim Versuch notzulanden, verfing sich die Maschine in Hochspannungsleitungen, streifte zwei Bauernhütten und schlug um 22:17:16 Uhr schließlich auf einem flachen Hang auf, wo sie in Flammen aufging. Alle 108 Insassen kamen bei dem Unfall ums Leben.

## Ursache
Es stellte sich heraus, dass das Feuer durch ein Ölleck entstanden war. Während des Fluges war es zu starken Vibrationen gekommen, weshalb Triebwerk Nr. 4 im Flug abgeschaltet und der zugehörige Propeller in die Segelstellung gebracht wurde. Der Starter des Triebwerks hatte sich zwischenzeitlich derart stark überhitzt, dass er die unter Hochdruck befindliche Ölzufuhrleitung der Propellerverstellung durchbrannte. Als die Besatzung den Propeller in die Segelstellung schaltete, brach die Leitung und das Öl geriet in Brand.
Der Unfall wurde auf schlechte Wartung zurückgeführt. Kurz nach dem Unfall veranlasste die CAAC Sicherheitskontrollen. Bei den Überprüfungen wurden technische Mängel entdeckt, die Betriebsverbote für mindestens 17 Maschinen zur Folge hatten.